# Tryvandshøiden Station
Tryvandshøiden stasjon var en planlagt station på Holmenkollbanen på T-banen i Oslo, der skulle ligge i nærheden af Tryvannstårnet og fungere som banens endestation. Der blev lagt spor i 1916, men der kom aldrig persontrafik, og i stedet blev banen afkortet til Frognerseteren i 1939. I 1990'erne og 2001'erne var der flere gange forslag fremme om at genetablere stationen til betjening af Oslo Vinterpark, men det blev anset for at være for dyrt.

## Historie
Da man forlængede banen fra Holmenkollen, nu Besserud, i 1916, skete det med dobbeltspor til Frognerseteren og enkeltspor videre til Tryvannshøyden. Man bestemte sig imidlertid for ikke at trafikere den sidste del af banen indtil videre. Banen til Tryvannshøyden blev dog brugt til at transportere materialer til bygningen af radiomaster på Tryvann omkring 1918.
I 1930'erne havde Oslo kommune og A/S Holmenkolbanen planer om at bygge et hotel og bane til skøjtestadionet Tryvann stadion, der lå hvor der nu er parkeringsplads for Tryvannstårnet. Skøjtebanen blev imidlertid ingen succes. Den lå udsat for vejr og vind, og uden stadion blev der ikke bygget noget hotel. De første planer om at bygge en station på Tryvannshøyden blev derfor lagt på is.
I 1939 blev sporene fra Frognerseteren til Tryvannshøyden fjernet. I 1960 indgik kommunens skovvæsen en aftale med Holmenkollbanen om, at banetraceen skulle omdannes til en grussti for vandrere i stedet for som hidtil at ligge med et lag af skærver. De gamle drømme om at bygge en station blev samtidig lagt til side endnu en gang.
I 1993, 2004 og 2008 var der forslag fremme om at forlænge banen til Tryvannshøyden igen for at betjene Oslo Vinterpark. Forlængelsen blev anbefalet af flere politikere men blev aldrig vedtaget. Ruter anslog i 2008, at en Tryvannsbane ville blive "så urentabel at den vil kræve et tilskud på mindst 1.500 kr. pr. rejse". Selskabet anslog anlægsomkostningerne til 150 mio. NOK.